# Casa de Goxhill

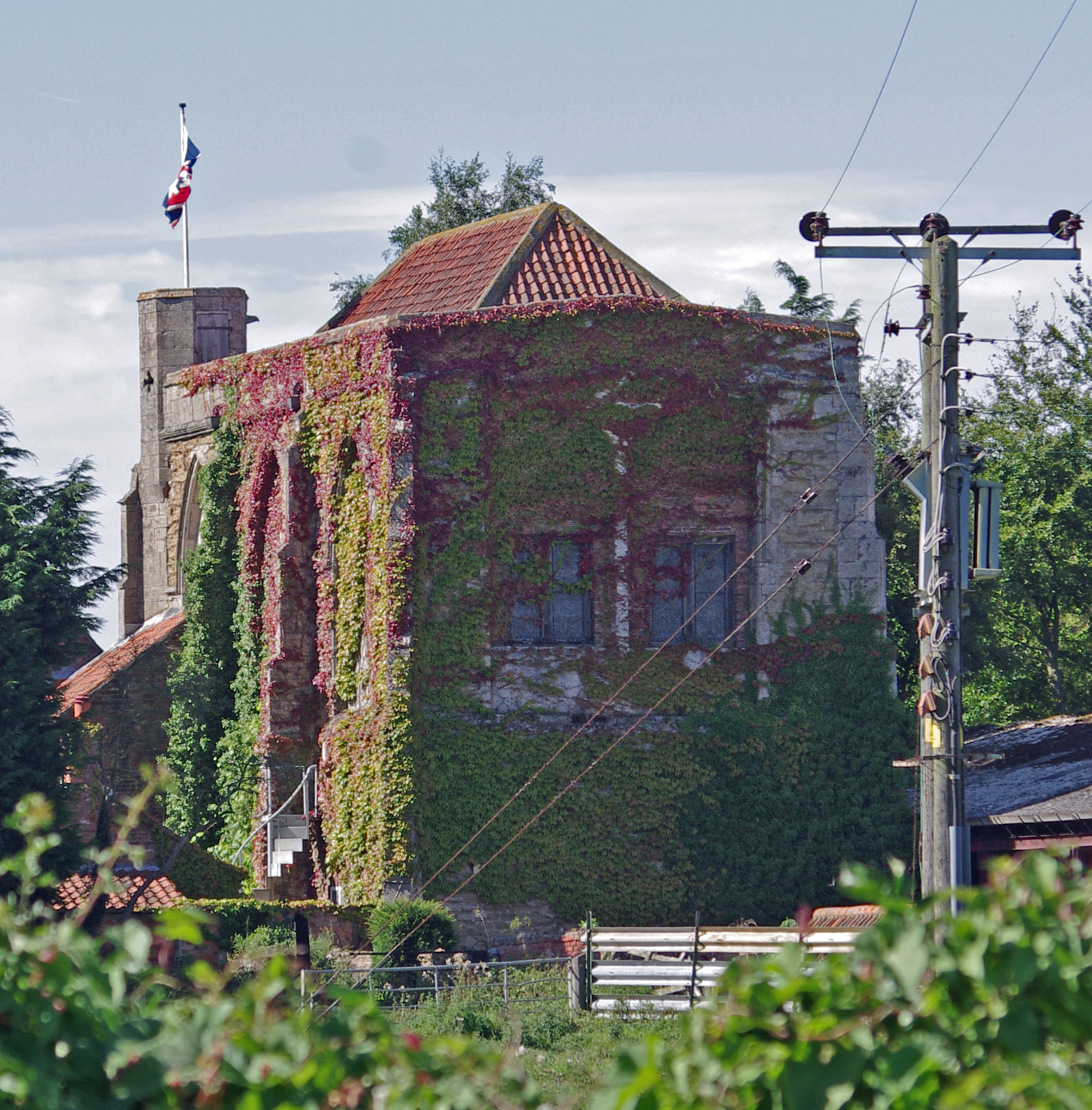
Salão medieval, Goxhill.

A Casa de Goxhill é uma residência do final do século XVII e um edifício listado como Grau II * em Goxhill, em North Lincolnshire. Um salão medieval dos séculos XIV a XV encontra-se no canto nordeste do Goxhill Hall. Esta estrutura anterior fazia parte de um complexo maior e é um edifício listado como Grau I.

## História e Design
O salão foi construído entre 1690 e 1705 para Henry Hildyard e renovado no final do século XX. É construído em dois andares de tijolo vermelho com revestimento de tijolo azul, com um telhado de pantile e uma fachada de 5 vãos.